# Уильямс, Родни
Сэр Родни Эрри Лоуренс Уильямс (англ. Sir Rodney Errey Lawrence Williams; род. 2 ноября 1947) — генерал-губернатор Антигуа и Барбуды с 13 августа 2014 года.

## Биография
Сын депутата парламента от Лейбористской партии Антигуа Эрнеста Эммануэля Уильямса. С 1984 по 2004 год также депутат парламента от той же партии, в 1992—2004 годах занимал ряд министерских постов. В 2004 году не переизбран в парламент. В 2014 году назначен новым генерал-губернатором после отставки Луизы Лейк-Тэк.

## Личная жизнь
Женат, имеет троих сыновей.